# Aktivierende Pflege
Aktivierende Pflege ist eine Pflegepraxis, bei der die Selbständigkeit und die Selbstbestimmung gepflegter Personen gefördert und unterstützt werden. Sie ist eine Form der Hilfe zur Selbsthilfe und soll verhindern, dass noch vorhandene Fähigkeiten verloren gehen. Bei den Pflegemaßnahmen wird darauf geachtet, den Gepflegten so wenig wie möglich, aber so viel wie nötig zu unterstützen, um seine Selbstpflegekompetenz zu fördern. Es soll verhindert werden, dass Fähigkeiten wegen fehlender körperlicher und geistiger Übung weiter abnehmen, und das Selbstwertgefühl des Gepflegten soll gesteigert werden.
Auch wenn aktivierende Pflege als ein idealer Pflegestil angesehen wird, scheitert die Durchführung häufig an Zeitnot, insbesondere durch die vom Medizinischen Dienst der Krankenkassen erstellten Zeitvorgaben oder das Bedürfnis der Gepflegten, umsorgt zu werden, statt Dinge selbst zu tun. Manchmal wird die aktivierende Pflege von Pflegenden abgelehnt, weil die gepflegte Person dadurch möglicherweise in einer niedrigeren Pflegestufe eingruppiert wird.